# 満崎村
満崎村（まざきむら）は、1895（明治28年）まで愛媛県宇摩郡にあった村。分割して天満村と蕪崎村とになったが、両村は後年昭和の大合併の際に、周辺の村々とともに合併、町制施行し土居町を形成した。現在の四国中央市土居町天満・土居町蕪崎にあたる。

## 地理
- 海洋 ： 燧灘
- 岬 ： 仏崎、横山ノ鼻
- 山岳 ： 西の山
- 河川 ： 関川、千々の木川

村名の由来
合併・成立前の地域である天満と蕪崎の一字ずつ採って組み合わせた合成地名。

## 歴史
村としてはわずか5年余りの歴史と短命であった。
- 1889年（明治22年）12月15日 - 町村制の施行により、天満村・蕪崎村の区域をもって発足。
- 1895年（明治28年）7月1日 - 分割し、大字天満の区域をもって天満村、大字蕪崎の区域をもって蕪崎村がそれぞれ発足。同日満崎村廃止。

分村の経緯